# Howard Baker
Howard Henry Baker, Jr. (Huntsville, 15 novembre 1925 – Huntsville, 26 giugno 2014) è stato un politico e diplomatico statunitense, in passato senatore per lo stato del Tennessee, ambasciatore in Giappone e capo di gabinetto della Casa Bianca.